# Piękna Madonna z Czeskiego Krumlowa
Piękna Madonna z Czeskiego Krumlowa (cz. Krásná madona z Českého Krumlova lub Krumlovská madona, niem. Krumauer Madonna) – gotycka, kamienna rzeźba przedstawiająca Marię i Dzieciątko Jezus. Do 1913 roku znajdowała się w Czeskim Krumlowie w południowych Czechach, stąd wywodzi się nazwa dzieła. Następnie drogą zakupu trafiło do zbiorów wiedeńskiego Kunsthistorisches Museum (Muzeum Historii Sztuki), gdzie się znajduje do dziś. Ulokowana została w prestiżowym miejscu tegoż muzeum, otwiera ekskluzywną ekspozycję Kunstkamery, mieszczącej głównie dzieła złotnicze, pośród nich pojedyncze dzieła rzeźby i malarstwa.
Autorem dzieła jest nieznany artysta określany przez historyków sztuki jako Mistrz Pięknej Madonny z Czeskiego Krumlowa (cz. Mistr Krumlovské madony, niem. Meister des Krumauer Madonna), prawdopodobnie działającego w Pradze. Jeden z najcenniejszych przykładów figur maryjnych w typie Piękna Madonna i dzieł tzw. stylu pięknego około 1400, występującego równocześnie na terenie niemal całej łacińskiej Europy.

## Wygląd
Piękna Madonna z Czeskiego Krumlowa jest pełnoplastyczną rzeźbą, wykonaną z wapienia, pierwotnie pokrytą polichromią, z której zachowały się resztki, głównie w białych i złocistych tonacjach. Jej wysokość wynosi 112 cm.
Maria została ukazana jako młoda, pełna urody niewiasta. Jej twarz ma delikatne rysy, wysokie czoło, dość szeroko otwarte oczy, długi, wąski nos, nieco spłaszczone policzki, drobne usta. Włosy ułożone są w delikatne loki. Głowę ma nakrytą odgarniętym do tyłu welonem, na nim spoczywa fragmentarycznie zachowana korona. Poza Marii przypomina klasyczny, studyjny kontrapost; wsparta jest na prawej nodze, zaś lewa noga jest zgięta i nieco wysunięta do przodu. W wyniku tego głowa i korpus ciała są przeciwstawnie wygięte. Suknia, która widoczna na wysokości torsu, ściśle przylegająca do ciała jest niemal w całości okryta masywnym płaszczem, który w górnej partii bezpośrednio przylega do sukni, w pozostałych partiach przybiera  charakterystyczne fałdy o głębokim modelunku światłocieniowym. Elementy płaszcza podtrzymywane przez Marię po bokach przybierają kaskadowy układ fałdów, pomiędzy nimi draperie przybierają formę łukowatą, podobnie jak w dolnej części figury. U góry płaszcz spina ozdobna, fragmentarycznie pozłacana  brosza w formie czworoliścia, na jej powierzchni widoczne jest pięć otworów przybierających formę krzyża.
Dzieciątko jest nagie, siedzi, wsparte na jej lewym ramieniu, patrzy się w tym samym kierunku co Matka Boska. Ciało Dzieciątka jest dość pulchne, co w sposób subtelny i sugestywny ilustrują uwypuklenia pomiędzy palcami lewej dłoni Marii, a także, nieco uwydatniony brzuszek, pucołowate policzki i drobny podbródek niemowlęcia. Dzieciątko również ma wysokie czoło oraz drobne oczy i usta. W przeciwieństwie do figury Marii, obecny stan zachowania Dzieciątka jest wiele gorszy, poza prawą nóżką, na pozostałych kończynach są duże ubytki: brak podudzia prawej nóżki, dłoni prawej rączki, zaś z lewej zachowała się część przy ramieniu.

## Analiza
Pomimo uszkodzeń znana jest pierwotna kompozycja całości dzieła, dzięki zachowanym figurom z przełomu XIV i XV w. stanowiących kontekst dla Pięknej Madonny z Czeskiego Krumlowa. Dzieciątko w prawej rączce trzymało owoc jabłoni, który jest niemal nieodłącznym elementem Pięknych Madonn. Poświadcza to identyczny kierunek wzroku Marii i Jezusa, jabłko stanowi ideowy punkt odniesienia dla całości, niezależnie od gry gestów, czy owoc ten Maria przekazuje Dzieciątku (np. Piękne Madonny z Torunia i Wrocławia), Dzieciątko nim się bawi (np. z Morawskiego Szternberku) lub nieśmiało podnosi (np. z Altenmarkt im Pongau). Owoc jabłoni stanowi aluzję do Księgi Rodzaju i wątku o zakazanym, rajskim owocu, który skosztowali Adam i Ewa, popełniając tym grzech pierworodny. W kontekście wizerunków Matki Bożej i Jezusa owoc nabiera nowy wymiar, o charakterze wybitnie soteriologicznym, obrazuje zapowiedź ofiary Jezusa, która odkupi lud z grzechów. W średniowieczu interpretacja Jezusa jako nowego Adama i Marii jako nowej Ewy była powszechna, a figury Pięknych Madonn stanowiły swego rodzaju kontaminację tegoż rozumowania.
Delikatność i miękkość, stylizacja i idealizacja oraz wytworność i elegancja charakteryzujące rzeźbę z Czeskiego Krumlowa są naczelnymi przymiotami niemal wszystkich gotyckich Pięknych Madonn. Stanowią one spójną, ekskluzywną grupę, kamiennych (zazwyczaj wapiennych), pełnoplastycznie ukształtowanych figur o niemal jednolitej wysokości osiągającej niewiele ponad metr. Przeznaczone były zazwyczaj do kultu o charakterze dewocyjnym, głównie wśród ówczesnych elit dworskich, należą do grupy przedstawień dewocyjnych. Ponadto powstało wiele figur Marii z Dzieciątkiem ściśle nawiązujących do typu Pięknej Madonny, ale o odmiennym materiale (gł. drewno), sposobie opracowania i funkcji (np. część retabulum ołtarzowego).
We wcześniejszej historiografii artystycznej zanotowano długoletni spór dotyczący artystycznej proweniencji zarówno Pięknej Madonny z Czeskiego Krumlowa, kwestii umiejscowienia głównych ośrodków, gdzie wytwarzano tego typu figury, czy genezy stylu pięknego, którego rzeźba z Czeskiego Krumlowa jest uważana za czołowy przykład. W tym samym czasie podobne cechy stylowe pojawiły się w różnych obszarach Europy, od Francji (gł. Paryż) po Czechy z Morawami i Śląskiem (gł. Praga, Ołomuniec, Wrocław), Austrię (gł. Salzburg) i Prusy Zakonne (gł. Toruń), a nadto docierały do krajów ościennych, a nawet na południe od Alp. W późniejszym czasie, wśród historyków sztuki, zaczął się krystalizować konsensus, wskazujących na Pragę jako najważniejszy ośrodek artystyczny dzieł utrzymanych w stylu pięknym, stąd eksportowano wiele dzieł, lub sprowadzano artystów zarówno na prowincję jak do dalszych krajów.
W Pradze nie zachowała się do dziś żadna Piękna Madonna, jednakże dzięki przesłankom źródłowym i badaniom wiadomo, że istniało ich wiele ale uległy zniszczeniom podczas wojen husyckich. Prawdopodobnie jedna z figur znajdowała się w prezbiterium praskiej katedry Św. Wita, czego dowodem jest zachowana do dziś konsola z figurkami Adama i Ewy pod Drzewem Poznania. Wysokiej klasy artystycznej figury zachowały się w okolicach Czeskiego Krumlowa (w kościele Augustianów w Trzeboni oraz kościele NMP w Vimperku), nadto w zachodniej części kraju (gł. w dawnym kościele pielgrzymkowym w Chlumie nad Ohří i katedrze św. Bartłomieja w Pilźnie) oraz na Morawach (kaplica zamku w Morawskim Szternberku k. Ołomuńca) i Śląsku (m.in. Piękna Madonna z Wrocławia).
Znaczenie Salzburga w rozwoju stylu około 1400 było duże. Do dziś w mieście i okolicach zachowały się Piękne Madonny m.in. w kościele w Irrsdorfie (datowana dość wcześnie na 1380 r.) oraz w kaplicy klasztoru Franciszkanów w Salzburgu, czy prezentowana obecnie w Liebiegshaus we Frankfurcie nad Menem. W historycznym klasztorze Św. Agnieszki w Pradze prezentowana jest figura Marii z Dzieciątkiem z Hallstatt, a jej bliźniaczym odpowiednikiem jest figura Madonny z Bad Aussee w Styrii. Mimo dalekich uproszczeń, oba dzieła stylowo nawiązują do Pięknej Madonny z Czeskiego Krumlowa. Natomiast Piękna Madonna z Altenmarkt im Pongau uważana przez gros historyków sztuki jako import z Pragi, stanowi świadectwo silnych relacji kurii salzburskiej z dworem praskim, a także dalekiej ekspansji eksportu dzieł sztuki ze stolicy Czech.
Kojarzona z obydwoma ośrodkami artystycznymi Piękna Madonna z Czeskiego Krumlowa jest również zagadkowa z racji jej pierwotnego, dokładnego umiejscowienia. Ze względu na wysoką klasę artystyczną i ekskluzywny materiał badacze wskazują na związek z dawnym klasztorem Minorytów (tj. Franciszkanów), miejscową farą i dawną kaplicą zamkową, które podnosiły wówczas rangę położonego nad górną Wełtawą miasta, którym wówczas rządzili Rożemberkowie (Rožmberkové), a Czeski Krumlow był ich główną siedzibą. Związek Pięknej Madonny z Krumlowa ze sztuką dworską zdaje się być oczywisty, zważając na mnogość pokrewnych stylowo rzeźb i cechy sztuki około 1400, której kultura dworska była głównym katalizatorem.